# Night Must Fall
 Night Must Fall és una pel·lícula estatunidenca dirigida per Richard Thorpe, estrenada el 1937.

## Argument
Danny (Robert Montgomery) és un jove ben plantat que ràpidament es guanya la confiança d'una anciana invàlida, la Sra. Bramson, i intenta tot seguit aconseguir els favors de la seva neboda Olivia (Rosalind Russell). Tanmateix, el noi és en realitat un perillosíssim assassí i les coses canvien quan les notícies anuncien el terrible assassinat d'una persona a les mans d'un homicida; Olivia comença a sospitar de Danny.

## Repartiment
- Robert Montgomery: Danny
- Rosalind Russell: Olivia Grayne
- May Whitty: Mrs. Bramson
- Alan Marshal: Justin Laurie
- Merle Tottenham: Dora Parkoe, la minyona
- Kathleen Harrison: Emily Terence, el cuiner
- Eily Malyon: Infermer del poble
- Matthew Boulton: Inspector Belsize
- Beryl Mercer: Venedora
- E.E. Clive: Guia

## Premis i nominacions

### Nominacions
- 1938. Oscar al millor actor per Robert Montgomery
- 1938. Oscar a la millor actriu secundària per Dame May Whitty